# Puffin élégant
Puffinus elegans
Espèce
Statut de conservation UICN

 LC  : Préoccupation mineure
Le Puffin élégant (Puffinus elegans) est une espèce d'oiseaux marins de la famille des Procellariidae.

## Répartition
Le Puffin élégant niche sur l'île Nightingale dans l'archipel Tristan da Cunha, sur l'île de Gough, sur les îles des Antipodes, sur l'île Chatham et peut-être sur l'île Saint-Paul.
Hors période de nidification, il vit dans les mers du Sud. C'est un oiseau hautement hauturier comme toutes les Procellariiformes.

## Systématique
Le Puffin élégant est parfois considéré comme une sous-espèce du Petit Puffin sous le taxon Puffinus assimilis elegans Giglioli & Salvadori, 1869.
Ce taxon porte en français le nom vernaculaire ou normalisé suivant : Puffin élégant.
Il faisait partie du complexe des petits puffins avec le Puffin d'Audubon, le Puffin de Boyd, le Puffin de Macaronésie, le Petit Puffin et le Puffin de Rapa.
- Nectris munda
- Procellaria munda
- Puffinus assimilis elegans
- Puffinus assimilis kempi
- Puffinus kuhliana
- Puffinus munda elegans